# 鄭瓊娟
鄭瓊娟（Chung-Chuan CHENG，1931年—2024年1月6日），台灣新竹市女畫家，畢業於國立新竹女子高級中學與國立師範大學美術系。1952年考入師大美術系，師從廖繼春、朱德群、孫多慈等知名畫家，且於李石樵畫室學習，畫風偏向人物或靜物的寫實描繪。父親鄭國川為臺灣第一代西醫並創辦同仁醫院、母親為清代商人李錫金曾孫女，家中多數姊妹承父志行醫。大學時期加入「五月畫會」，為創始成員之一。

## 創作風格簡介
鄭瓊娟在師大美術系師從廖繼春、李石樵、朱德群與孫多慈等畫家，此時的畫風偏向人物或靜物的寫實描繪。婚後因家庭因素未繼續創作。年近60歲後重拾畫筆，在風格上有很大變化。作品構圖以半抽象的自然風景為主，但這些並非是她實地觀察的景象，而是內心想像或嚮往的景致。某些神似淙淙血液或神經組織的作品，是接觸家人的醫學書籍得來的觸動。鄭瓊娟喜用金色，黑色與紅色作畫，畫中充滿典雅、溫暖、活潑的朝氣。

## 展覽經歷
第一屆「五月畫展」於1957年5月10日於臺北市中山堂舉行，鄭瓊娟為參展者之一婚後隨同夫婿定居日本多年，育有兩子。年近六十重回創作之路，在日本舉辦首展；並定期回台參加五月畫展。。2011年三月國父紀念館舉行「鄭瓊娟八十回顧展」、同年九月財團法人雙獅社會慈善事業基金會舉辦「鄭瓊娟八秩華誕義展義賣」。2013年六月受邀於台北市立美術館參與「台灣現當代女性藝術五部曲1930-1983」聯展。

## 資料來源
1. ↑  臺灣戰後女性藝術家鄭瓊娟辭世，享壽93歲
2. ↑  文化部 文化資產局 李錫金孝子坊 的存檔，存档日期2014-07-14.
3. ↑  . 非池中.   [2023-11-16]. （原始内容存档于2023-11-16）.
4. ↑  胡鐘尹. . 非池中.   [2023-11-16]. （原始内容存档于2023-11-16）.
5. ↑  《鄭瓊娟：煥發生命情志 再創審美自然》：鄭瓊娟作，白雪蘭編，台北市，霍克國際藝術股份有限公司，2005年出版
6. ↑  .   [2014-07-11]. （原始内容存档于2014-07-14）.
7. ↑  《鄭瓊娟：滾動生命的燦爛與真實》：鄭瓊娟作，陳淑惠等執行編輯，新竹市，新竹市文化局，2008年出版，ISBN 978-986015035-3
8. ↑  《鎏金風華 愛永傳遞：旅日畫家鄭瓊娟八秩華誕義展畫集》：鄭瓊娟作，陳貴鳳等執行編輯，新竹市，財團法人雙獅社會慈善事業基金會，2011年出版

- 《現代美術》第190期：詹彩芸主編，台北市立美術館，2018年9月出版

## 外部連結
- 紅野畫廊網站相關介紹 （页面存档备份，存于）